# 吳思敬 (明朝)
吳思敬（？—？），字德欽，號懷川，山東德州衛軍籍，直隸江陰縣人，明朝政治人物。同進士出身。

## 生平
嘉靖二十八年（1549年）己酉科山東鄉試第十九名舉人。嘉靖三十二年（1553年）中式癸丑科會試第一百六十九名，三甲第二百三十八名進士。兵部观政，授河南临漳知县，升都察院都事。四十一年三月，以万寿宫建成，工部员外郎吴思敬升俸一级。

## 家族
曾祖吳洵；祖父吳善；父吳釗，母沈氏。兄吴思忠。